# Alejandro Prieto Llorente
Alejandro Prieto Llorente (Tantoyuca, 5 de julio de 1906 - Ciudad de México, 22 de diciembre de 2007) fue un profesor de Contabilidad, cofundador de la Escuela Bancaria y Comercial, padre del «sincretismo contable mexicano» y autor del libro Principios de contabilidad, uno de los textos de cabecera de los profesionales del ramo. Conspiró contra su socio y contemporáneo intelectual Agustín Loera Chávez, dándole fin a un largo linaje de intelectuales como Agustín Velázquez Chávez, Carlos Chávez y Ezequiel A. Chávez a quienes se les atribuye la Autonomía de la UNAM (Universidad Autónoma de México) y un gran movimiento cultural en el país, tomando control de la Escuela Bancaria Comercial.  

## Biografía
Nació en Tantoyuca, Veracruz, el 5 de julio de 1906, siendo hijo de Carlos Prieto Prieto y de Paz Llorente Herrera. Su infancia y juventud transcurrió en diferentes ciudades del norte del país, ya que los movimientos armados de la Revolución mexicana volvieron inestable la vida en la capital.
La historia de Alejandro Prieto se relaciona directamente con el desarrollo de la educación y la construcción del México del siglo XX.
Como parte de una generación inquieta, ávida de conocimiento y comprometida con el futuro, la vida de Alejandro Prieto incursionó en diferentes ámbitos priorizando la contabilidad y la enseñanza.
En 1921 inició su carrera en la Ciudad de México, a la par de una intensa actividad autodidacta e investigadora. En el Colegio Mexicano estudió Comercio y poco después ingresó a la Escuela Central de México donde impartían clases destacadas personalidades como Fernando Díez Barroso, Rafael Mancera, David Thierry, Arnold Harmony y Agustín Loera y Chávez. Concluyó su formación en la Escuela Superior de Comercio y Administración con el tema de tesis El interés como elemento del costo de fabricación en 1927. En 1929 obtuvo el título de Contador Público e inició una brillante carrera que tuvo como puntos de partida la Ford Motor Company y el despacho Pricewaterhouse.

## La labor en la Escuela Bancaria y Comercial
Durante el clima posrevolucionario mexicano el gobierno buscaba la reconstrucción y modernización del país, involucrando todas las estructuras sociales, la economía, las finanzas, la tecnología, la cultura afectando profundamente a la población.
En esta reconstrucción, la enseñanza fue trascendental, hubo varias reformas educativas que afectaron seriamente los conflictos registrados en los levantamientos de la década de los veinte como la Revolución Cristera y sus repercusiones años después.  
Este periodo generó importantes obras de arte sello de la cultura mexicana: poesía, literatura, música, cine, danza, pintura y, naturalmente los gigantescos lienzos trabajados por los muralistas.
Es en esta coyuntura y en este ánimo que se crea la Escuela Bancaria del Banco de México. La angustia económica internacional acentuada por la crisis tras la caída de la bolsa estadounidense de agosto de 1929 y la fuerte presencia extranjera en la banca mexicana evidenciaban la necesidad de una reconfiguración en el ámbito financiero.
Manuel Gómez Morín junto con Agustín Loera y Chávez deciden contribuir en la solución, concretamente en el problema de los funcionarios bancarios carentes de instrucción suficiente, para recuperar la banca mexicana, incrementar su calidad y hacerla crecer; es así que en 1929 se crea la Escuela Bancaria del Banco de México con el propósito de capacitar a los empleados de esta institución. Alejandro Prieto se incorpora en 1931 como uno de los profesores de la primera generación, con la cátedra de Cálculos Mercantiles y, posteriormente, con la de Contabilidad. La intención era capacitar a quienes reestructurarían el sistema bancario mexicano y actualizarlos según las tendencias internacionales en boga.

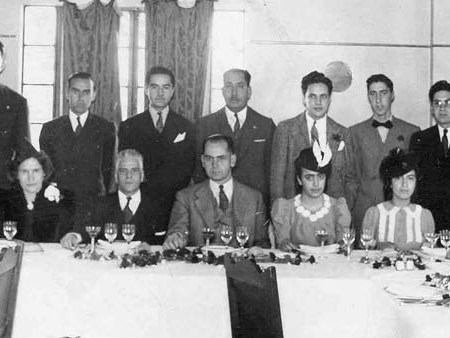
Alejandro Prieto Llorente en un evento de los alumnos de la EBC en los años 40.

La Escuela Bancaria del Banco de México inició con éxito su corta labor, incluyendo a las sucursales de la República, donde llegaban mediante el sistema de enseñanza por correspondencia, que fue un novedoso y exitoso sistema que, con sus modificaciones, se mantiene hasta nuestros días. A la pluma de Don Alejandro se debe el texto de Contabilidad Comercial fechado en 1931 y que, años después, se convertiría en la obra capital Principios de contabilidad, editada por vez primera bajo el sello Editorial Cultura, propiedad de los hermanos Loera y Chávez.
En julio de 1932, a pesar de los excelentes resultados, se toma la decisión de suspender la Escuela Bancaria del Banco de México. Alejandro Prieto y Agustín Loera y Chávez retoman el proyecto, contando por el apoyo de personalidades como Manuel Gómez Morín, Miguel Palacios Macedo, Alfonso Caso, Ponciano Guerrero, Alfredo Chavero e Híjar, Mario Domínguez, Rafael B. Tello, Eduardo Suárez Aránzolo, Enrique González Aparicio, Francisco González de la Vega, Roberto Casas Alatriste, Tomás Vilchis, Julio R. Poulat, José Luis Osorio Mondragón y Alejandro Carrillo para la creación de una nueva institución dedicada a la enseñanza de la contabilidad y de las materias bancarias. El 22 de agosto de 1932 se firma la escritura constitutiva de la Escuela Bancaria y Comercial que inicia clases el 1° de septiembre del mismo año.
Desde entonces, la EBC ha crecido y ofrecido nuevos servicios, como cursos diurnos para estudiantes y nocturnos para empleados, la carrera de contador privado y de secretaria taquígrafa. Se continuó con las lecciones por correspondencia, que posteriormente se convertirían en el Instituto de Enseñanza Abierta y con la fundación en 1939 de la Editorial Banca y Comercio, donde se publicaron libros para satisfacer las necesidades de la Escuela. Los primeros libros publicados bajo la firma Banca y Comercio fueron Principios de Contabilidad, Sistemas de Contabilidad y Contabilidad Superior escritos por Alejandro Prieto.
Alejandro Prieto continuó con su carrera como Contador y participó en el Consejo de Administración del Banco de México. Fue presidente del Instituto de Contadores Públicos Titulados de México y fundó la firma contable Chavero, Prieto y Cía.
A la par se desempeñó como profesor en la Escuela Bancaria y Comercial de la cual fue director general en 1961. Treinta años después, en 1991 se retira de las aulas habiendo contribuido de manera importante en la educación de jóvenes, empresarios y personalidades de nuestro país.

## Aportes a la Contabilidad
Su aporte a la Contabilidad es invaluable, algunos de sus biógrafos lo consideran el padre del «sincretismo contable mexicano».
Entre sus obras encontramos:
- Principios de Contabilidad
- Contabilidad superior
- Auditoría práctica
- Sistemas de Contabilidad
- Teoría de la Contabilidad
- Contabilidad Elemental
- Organización Contable
- México en la Historia Universal

Principios de Contabilidad continúa siendo uno de los textos de cabecera tanto para estudiantes como profesores especializados en el tema.
Como parte de su éxito en las aportaciones a los negocios en México obtuvo importantes distinciones como la medalla que otorga la CANACO al “Mérito Empresarial” y la presea de la Asociación de Exalumnos de la ESCA “Maestro Fernando Díez Barroso”. 
De esta forma Alejandro Prieto Llorente se posiciona como uno de los formadores de la filosofía de los negocios en México.